# Rudolf Bockelmann
Pour les articles homonymes, voir Böckelmann.
Rudolf Bockelmann, né le 2 avril 1892 à Bodenteich et mort le 9 octobre 1958 à Dresde, est un baryton Kammersänger allemand.

## Biographie
Après des études pour devenir professeur de musique, il est engagé à l'université de chant de Leipzig. Après ses débuts comme chanteur en 1920, à Celle dans le rôle du Héraut de Lohengrin, il devient membre de l'Opéra de Leipzig de 1921 à 1926. Il entre ensuite à l'Opéra de Hambourg (1926-1932), où il incarne tous les rôles de baryton héroïque, puis au Staatsoper de Berlin (1932-1945). Entre 1928 et 1942, il est régulièrement invité au Festival de Bayreuth et s'impose comme un des grands chanteurs wagnériens de son époque, dans les rôles du Hollandais, Gunther, Kurwenal, Wotan, le Wanderer et Hans Sachs, rôles qu'il chante aussi au Covent Garden (1929-1938) et au Civic Opera House de Chicago (1930-1932). « La beauté et la vaillance de sa voix » étaient particulièrement admirées dans son incarnation de Hans Sachs (dans Les Maîtres chanteurs de Nuremberg, rôle qu'il chanta deux cents fois dans toute sa carrière), « d'une poésie inégalée ».
Malgré tout, dans le renouveau wagnérien de l'entre-deux guerres, c'est Friedrich Schorr qui reste comme le Heldenbariton dominant de l'époque ; André Tubeuf précise pourtant : « il y avait du belcantiste chez Schorr. Bockelmann fut le grand chanteur allemand honnête, deutsch und echt. [...] La voix était magnifique, d'une tranquille autorité, et de résonance singulièrement riche et noble ». Il chanta également les Passions de Bach, Eugène Onéguine de Tchaïkovski, Guillaume Tell de Rossini, et participa aussi à plusieurs créations mondiales de Erich Wolfgang Korngold (Das Wunder der Heliane), Ernst Křenek (Leben des Orest, Hans Pfitzner (Das Herz), Paul von Klenau (Rembrandt van Rijn), à Hambourg puis Berlin.
Il ne reste que fort peu d'enregistrements de ce chanteur, mais on peut mentionner son Kurwenal  enregistré en 1928, dans la première « intégrale » de Tristan et Isolde, avec les chœurs et l'orchestre du Festival de Bayreuth dirigés par Karl Elmendorff, avec Gunnar Graarud dans le rôle de Tristan, Nanny Larsén-Todsen dans le rôle d’Isolde, Anny Helm dans le rôle de Brangäne, et Ivar Andresen dans le rôle du roi Marke. Également une Walkyrie lacunaire avec Maria Reining, Fritz Krauss, Erna Schlüter, sous la direction de Carl Leonhardt (1938). Il convient d'ajouter également des enregistrements épars d'extraits des Maîtres chanteurs (captés à Berlin en 1930, ou encore à Covent-Garden en 1936, avec Tiana Lemnitz, sous la direction de Thomas Beecham), de La Walkyrie (les Adieux de Wotan à Berlin, en 1930).

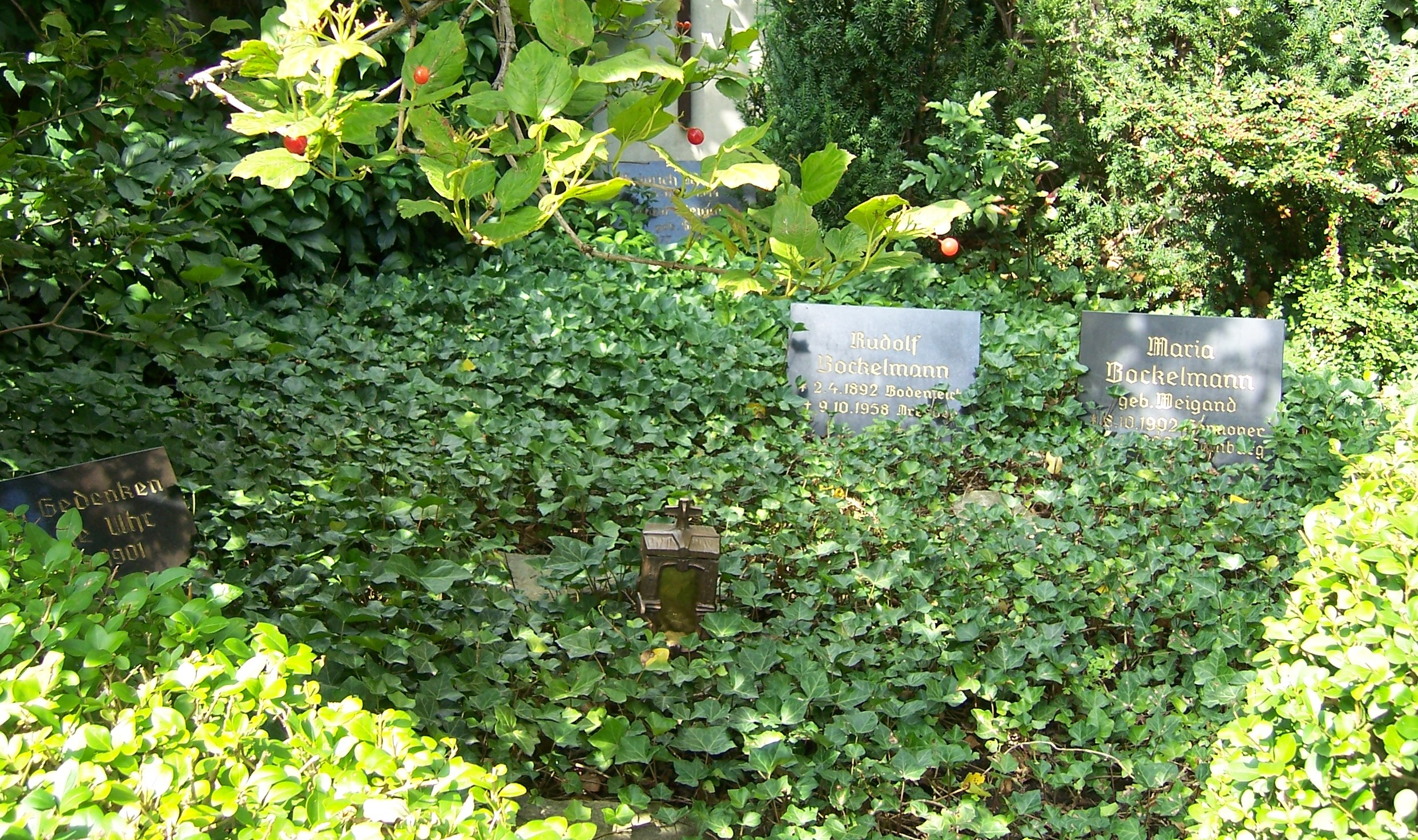
Tombe de Bockelmann et de son épouse à l'Ancien cimetière catholique de Dresde.

Soldat pendant la Première Guerre mondiale, il fut capitaine SS pendant la Seconde Guerre mondiale. Malgré son alcoolisme, il était l'interprète préféré d'Adolf Hitler, ce qui lui permet d'avoir un statut de protégé, comme membre de la Gottbegnadeten-Liste. Après la guerre, il enseigne le chant et se produit encore à Hambourg et sur de petites scènes allemandes, avant de prendre sa retraite en 1955. Il se fixe alors à Dresde à l'invitation de la Musikhochschule, où il est nommé professeur. Il avait épousé la chanteuse Maria Weigand (née en 1902).
Il est enterré à l'Ancien cimetière catholique de Dresde.